# Nils Henkel

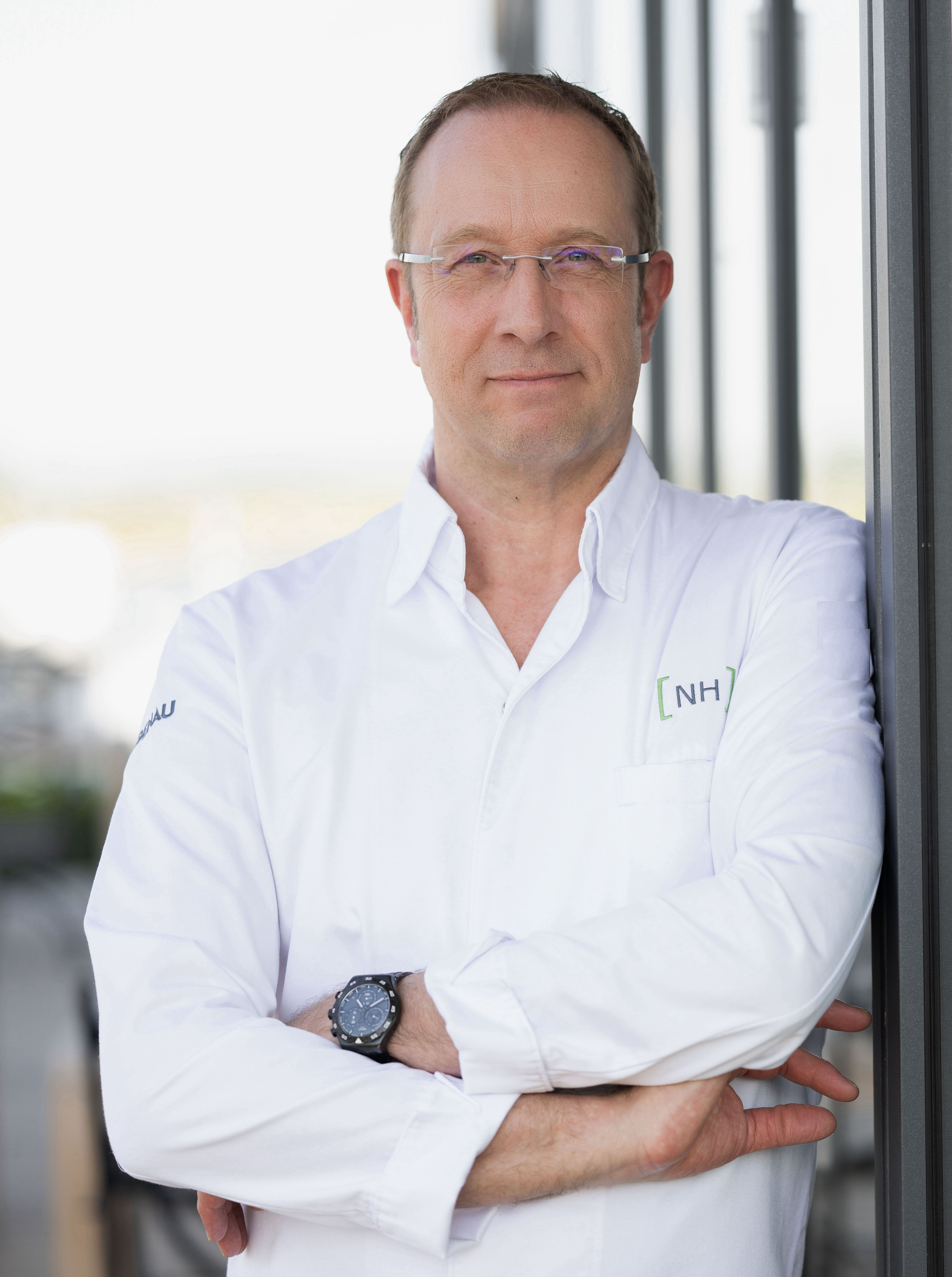
Nils Henkel (2022)

Nils Henkel (* 8. Oktober 1969 in Kiel) ist ein deutscher Koch.

## Werdegang
Nach seiner Ausbildung in Eutin wechselte Henkel 1990 zum Restaurant „Le Jardin“ in Hamburg und 1991 zum Landhaus Scherrer unter Heinz Wehmann in Hamburg. Ab 1992 folgten weitere Stationen in Hamburg und Coesfeld.
1997 kam Henkel als zweiter Souschef ins Restaurant Dieter Müller im Schlosshotel Lerbach in Bergisch Gladbach, das mit zwei Michelinsternen (von 1998 bis 2011 erhielt das Restaurant drei Sterne) zu den besten Restaurants Deutschlands zählte. Hier wurde er 1999 Souschef, und 2004 machte Dieter Müller ihn zum gleichberechtigten Küchenchef.
Im Herbst 2006 wurde Henkel in den Kreis der Jeunes Restaurateurs d’Europe aufgenommen. Da diese Auszeichnung sonst nur Restaurant-Besitzern vorbehalten ist, wurde die Entscheidung wie folgt begründet: „Durch sein Talent und die erfolgreiche, langjährige Tätigkeit im Schlosshotel Lerbach ist Nils Henkel wesentlich an den Erfolgen des Restaurants beteiligt und absehbar ein würdiger Nachfolger von Dieter Müller, wenn dieser in weiterer Zukunft das Patronat für das Restaurant Dieter Müller und die gleichnamige Kochschule übernimmt.“
Nach vier Jahren gemeinsamer Küchenleitung übergab Dieter Müller im Februar 2008 die Leitung ganz an Nils Henkel. Ebenfalls 2008 wurde Henkel vom Gault Millau zum Koch des Jahres gewählt. Anfang 2010 wurde das Restaurant Dieter Müller in Gourmetrestaurant Lerbach umbenannt. Ende 2014 wurde das „Gourmetrestaurant Lerbach“ geschlossen, da der Pachtvertrag für Hotel und Restaurant auslief. Danach war Henkel freiberuflich im Bereich Kochseminare und Produktentwicklung tätig.
Von Februar 2017 bis Frühjahr 2020 war Henkel Küchenchef im Hotel Burg Schwarzenstein in Geisenheim. Im November 2017 wurde dem „Restaurant Schwarzenstein – Nils Henkel“ der zweite Michelinstern verliehen. Nachdem die gesamte Hotelgastronomie Mitte März 2020 wie alle deutschen Gastronomiebetriebe im Zuge der COVID-19-Pandemie geschlossen werden musste, kündigte die Geschäftsführung des Hauses im Mai desselben Jahres an, dass es aus Gründen mangelnder Auslastung und Wirtschaftlichkeit nicht zu einer Wiedereröffnung des Gourmetrestaurants kommen werde. Stattdessen werde in dessen Räumen künftig unter der Leitung von TV- und Sternekoch Nelson Müller eine bodenständige Brasserie betrieben.
Ende August 2020 übernahm Henkel die Küchenleitung und gastronomische Verantwortung des Restaurants Bootshaus im neu gebauten Papa Rhein Hotel in Bingen. Das von ihm beratene Restaurant Tipken's by Nils Henkel auf Sylt wurde im März 2024 mit einem Michelinstern ausgezeichnet.

## Auszeichnungen
- 1991: Lammkoch des Jahres, Neuseeland Lamm
- 1999: Küchenmeister mit Auszeichnung, IHK Dortmund
- 2006: Aufnahme bei den Jeunes Restaurateurs d’Europe
- 2009: Koch des Jahres im Restaurant Dieter Müller – Gault Millau[15]
- 2009: Drei Michelin-Sterne für das Restaurant Dieter Müller unter Leitung von Nils Henkel
- 2010: Nils Henkel von den Lesern des Diners Club Magazins zum „Innovativsten Koch Deutschlands“ gewählt
- 2011: zwei Michelin-Sterne für das Gourmetrestaurant Schloss Lerbach unter der Leitung von Nils Henkel[16]
- 2012: fünf Kochlöffel vom Schlemmer Atlas[17]
- 2017: Koch des Jahres von Der Feinschmecker[18]
- 2020: Comeback des Jahres, Frankfurter Allgemeine Sonntagszeitung[19]
- 2024: ein Stern des Guide Michelin für das Restaurant Tipken's by Nils Henkel des Severin*s Resort & Spa in Keitum auf Sylt (Küchenchef René Verse)

## Publikationen (Kochbücher)
- Herzenssache – Neue bergische Küche: 16 Spitzenköche aus dem Bergischen Land zeigen ihre Vorstellungen von der bergischen Küche. Remscheid: RGA-Buchverlag, 2006, ISBN 3-923495-80-3.
- Dieter Müller, Nils Henkel: Dieter Müller – Einfach und genial. Rezepte aus der Kochschule des Meisters. Neuer Umschau Buchverlag, Neustadt a. d. Weinstraße 2006, ISBN 978-3-86528-262-0.
- Dieter Müller, Nils Henkel: Bibliothek der Köche. Band 1. Süddeutsche Zeitung Edition, München 2007, ISBN 978-3-86615-551-0.
- Nils Henkel: Pure Nature. Fackelträger Verlag, Köln 2010, ISBN 978-3-7716-4449-9.
- Nils Henkel: Flora. Hampp Verlag, Stuttgart 2021, ISBN 978-3-9425-6148-8.
- Nils Henkel: Fauna. Hampp Verlag, Stuttgart 2023, ISBN 978-3-9425-6152-5.